# Douglas Bay Horse Tramway
Douglas Bay Horse Tramway er en 2,6 km lang hestesporvej i Douglas på Isle of Man, hvor den går langs kystpromenaden fra den sydlige endestation ved Victoria Pier nær havnen til Derby Castle Station, den sydlige endestation for Manx Electric Railway, hvor værksteder og stalde ligger. Sporvejen er en karakteristisk turistattraktion.

## Historie
Sporvejen blev bygget og oprindelig drevet af Thomas Lightfoot, en pensioneret civilingeniør fra Sheffield. Han begyndte driften 1. maj 1876, og sporvejen har kørt hvert år siden, undtagen en periode under anden verdenskrig.
I 1882 solgte Lightfoot sporvejen til Isle of Man Tramways Ltd, senere Isle of Man Tramways & Electric Power Co. Ltd, der også ejede Manx Electric Railway. Firmaet gik i likvidation i 1900 som følge af en bankkollaps. Sporvejen blev efterfølgende solgt til Douglas Corporation (nu Douglas Borough Council) af likvidatoren i 1902.
Siden 1927 har sporvejen kun kørt om sommeren.

## Beskrivelse
Sporvejen er smalsporet med en sporvidde på 914 mm og er anlagt med dobbeltspor i midten af vejen. Driften varetages af 23 sporvogne og ca. 45 heste.
Der har været flere forskellige typer sporvogne i tidens løb, og mindst en af hver er blevet bevaret. Det meste af driften varetages nu af "lukkede brødholdere" (closed toastracks), men vogne til vinterdrift og "åbne brødholdere" (open toastracks) forekommer også. Om sommeren er vognene opstillet nær Terminus Tavern om natten, mens de er opstillet i et skur bygget til formålet om vinteren.
I 2014 annoncerede Isle of Mans departement for infrastruktur, at hestesporvejen langs kysten ville blive indstillet midlertidigt i 2015, mens renoveringen af promenaden gik ind i sin næste fase fra Regent Street til Strathallen. Planerne blev dog efterfølgende ændret, så hestesporvejen kunne køre som normalt i 2015 med planlagt start 11. maj.